# 美域數碼
美域數碼國際(控股)有限公司，簡稱美域數碼國際(控股)、美域數碼國際或美域數碼（英語：CyberM International (Holdings) Limited，港交所除牌時8017.HK），是在1990年成立，主要業務電腦系統、電腦軟體、一般應用軟體設計、會計軟體設計、教育軟體設計、企業資源規劃軟體設計、系統整合及開發、電子商務解決方案，以及流動方案供應商 。曾在2000年香港交易所創業板上市。
總裁為黃杏芝。總部位於香港灣仔皇后大道東213號胡忠大廈3502室。在2006年，由於受到科技行業競爭，於是出售，轉為經營紙業及化工產品，現時名為百齡國際。

## 連結
- 美域數碼國際(控股)有限公司 （页面存档备份，存于）